# Mahalaua Cărămidarilor
Mahalaua Cărămidarilor din București este atestată documentar din anul 1668. A fost situată pe malul râului Dâmbovița, iar oamenii care locuiau în acest ținut se ocupau cu fabricarea cărămizilor, fiind cunoscut faptul că aici s-au fabricat cărămizile pentru construcția caselor și a palatelor din București în decursul a câteva secole. 
În acest cartier al Bucureștiului istoric și-a petrecut o mare parte din copilărie pictorul Nicolae Grigorescu, unde s-a mutat în anul 1843 alături de mama și de frații săi.
Tot în Mahalaua Cărămidarilor s-a născut, în anul 1913, cântăreața de muzică populară Maria Tănase.
Astăzi, în locul unde a fost Mahalaua Cărămidarilor, este cartierul bucureștean Tineretului. Ca amintire a vechii mahalale a rămas biserica cu hramul Sf. Gheorghe și care se numește Cărămidarii de Jos. Mahalaua „Cărămidarii de Jos” se întindea odinioară începând de la Podul Vechi, astăzi „Podul Timpuri Noi”, și până la ieșirea din oraș a Dâmboviței.